# Seseli alexeenkoi
Seseli alexeenkoi är en flockblommig växtart som beskrevs av Vladimir Ippolitovich Lipsky. Seseli alexeenkoi ingår i släktet säfferötter, och familjen flockblommiga växter. Inga underarter finns listade i Catalogue of Life.